# Ичаша див
Ичаша див (тал. Icəšə divi nəǧyl) — талышская народная сказка.

## Сюжет
Жили-были муж с женой, у них не было детей. Однажды они находят мальчика с одним глазом и решают оставить его себе. Мальчик вырастает и становится очень ненасытным, мать не успевает печь ему хлеб, как он всё съедает. А также однажды играя с соседскими детьми, он ломает одному мальчику руку и съедает её. После этой ситуации мальчик решает уйти в лес и выживать сам. Прощается с семьёй и уходит. Уйдя он находит пещеру в которой и селится. Находит себе коров и овец, а также каждый день из ближайших деревень съедает человека, а корова и овца ему на перекус.
Люди оказавшись в таком положении решают покинуть свои деревни. При побеге из деревни одна женщина с грудным ребёнком, теряет своё дитя. Обронив мальчик у логова львицы, женщина испугавшись львицы убегает. Львица не трогает ребёнка, оставляет его себе и даёт мальчику имя Ширзоа (сын льва). 
Выросший Ширзоа находит пещеру Ичаша дива. Вернувшись домой рассказывает своей матери о диве и пещере. Львица рассказывает о проблемах людей, которые устроил им этот див. Львица сообщает, что не является настоящей матерью Ширзоа и что его мать сбежала от страха, а львица его подобрала и вырастила. Ширзоа решает пойти отомстить и освободить людей от гнёта дива. Львица вручает ему меч и клочок своих волос, что если он окажется в беде, то ему нужно будет поджечь эти волосы и она его услышит и придёт на помощь. 
Ширзоа используя смекалку обманывает в пещере Ичаша дива и побеждает его и тем самым спасает людей. 